# Gà trống Gô-loa

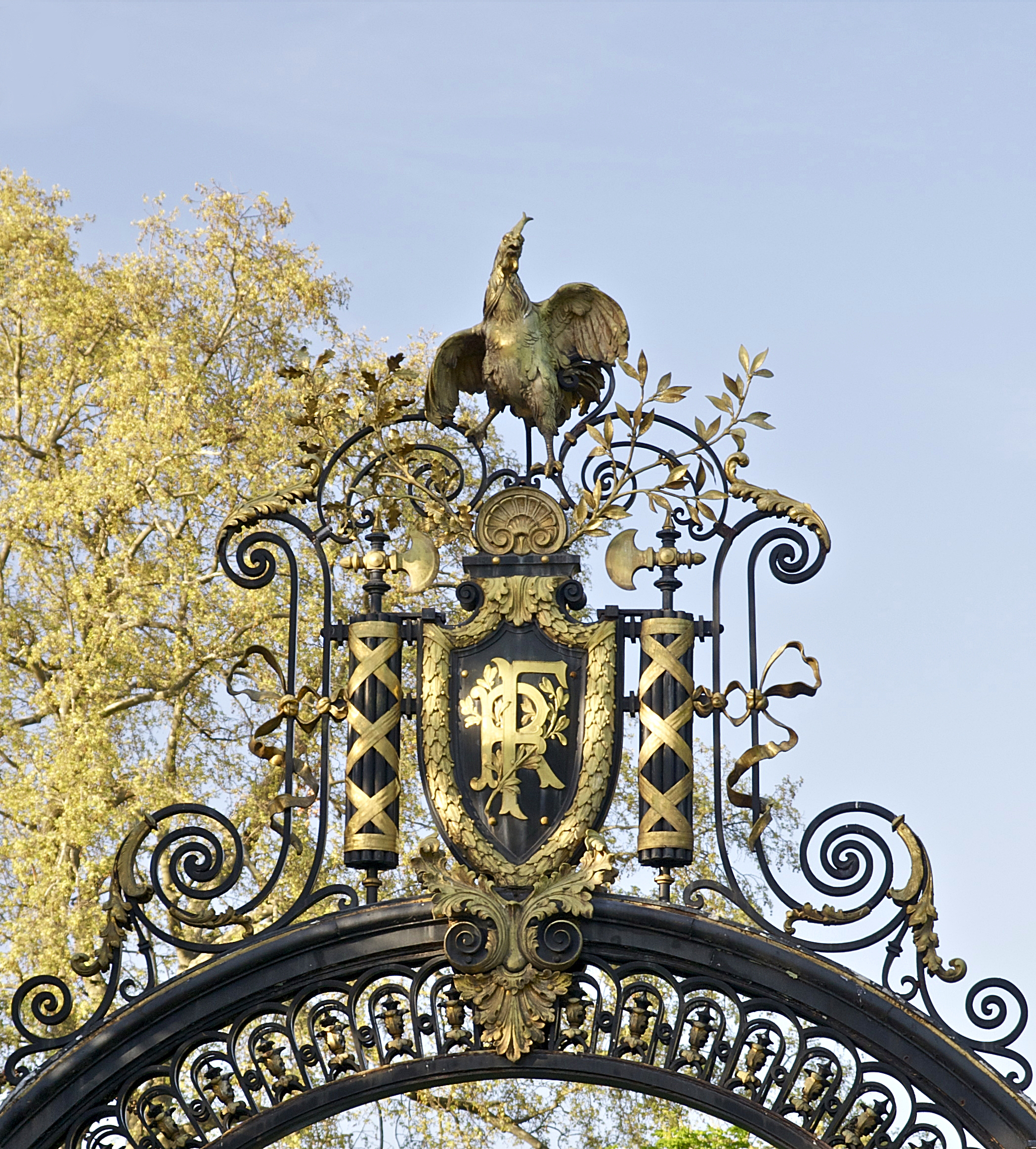
Gà trống Gô-loa trên cổng vườn điện Elysée tại Paris, dinh thự chính thức của Tổng thống Pháp.

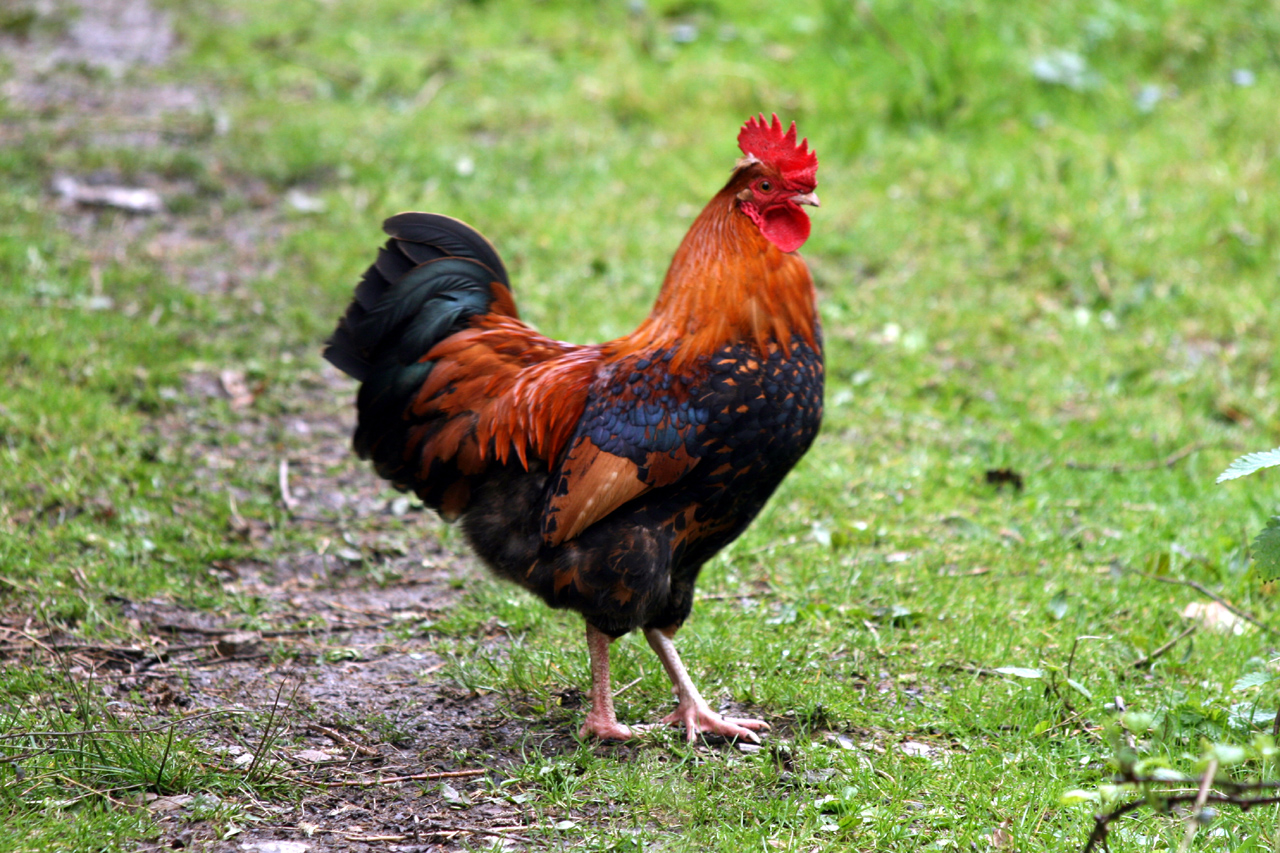
Một con gà trống Pháp

Gà trống Gô-loa (tiếng Pháp: le coq gaulois) hay còn gọi đơn giản là gà Gô-loa là một biểu tượng quốc gia của nước Pháp và một số bang thuộc pháp, biểu tượng cho nền Cộng hòa Pháp. Khi đội tuyển quốc gia Pháp thi đấu, mọi người trên thế giới đều gọi họ với biệt danh "Những chú gà trống Gô-loa". Qua năm tháng, tên gọi này trở nên quen thuộc với nhiều người. Biểu tượng này lấy linh vật là một con gà trống.

## Lịch sử
Từ thời trung cổ, gà trống Gô-loa được người Pháp sử dụng như một biểu tượng tôn giáo, thể hiện niềm hy vọng và đức tin. Hình ảnh những con gà trống thường xuất hiện trên các tháp chuông nhà thờ, tháp canh. Vào thời kỳ Phục Hưng, hình ảnh những con gà trống được gắn liền với sự hình thành của nước Pháp. Dưới các vương triều ở thời kỳ này, các bản chạm khắc và đồng tiền đều mang hình ảnh gà trống.
Trong lịch sử từ lâu của nước Pháp, Chính quyền cũng chính thức công nhận gà trống thể hiện bản sắc quốc gia. Nó có mặt trên đồng tiền, chiếc mũ đỏ của các chiến sĩ cách mạng Pháp. Hình ảnh ẩn dụ của thần Bác ái luôn có một cây gậy mang trên đầu một con gà trống. Nó cũng xuất hiện trên lá cờ trong cuộc Cách mạng Pháp và tượng trưng cho sự kiên cường, lòng dũng cảm của người dân nước này trong thế chiến thứ hai.
Trong giai đoạn 1870-1940, cánh cổng sắt của điện Elysées (Phủ tổng thống ngày nay) được trang trí bằng một con gà trống và gọi là "Cổng gà trống". Ngày nay, du khách tới Pháp vẫn có thể chiêm ngưỡng cánh cổng này cũng như tìm thấy biểu tượng gà trống ở bảo tàng Louvre hay điện Versailles.
Hiện nay, gà trống Gô-loa không còn là biểu tượng chính thức của nước Cộng hòa Pháp, nhưng nó vẫn thể hiện một khía cạnh nào đó về quốc gia này. Đặc biệt, nó vẫn là biểu tượng của các đoàn vận động viên quốc gia trong các cuộc đua tài thể thao quốc tế, phần lớn người Pháp đến bây giờ vẫn coi gà trống Gô-loa là biểu tượng của sự chân thành và tươi sáng.

## Biểu tượng
Những chú gà trống được người Pháp đánh giá là loài vật đúng giờ, luôn cảnh giác và dũng cảm, giống với tính cách của người dân nước này. Việc lấy gà trống Gô-loa làm biểu tượng, trước hết nó bao hàm sự chơi chữ hài hước của người Pháp. Tổ tiên của họ là người Gô-loa (Gauiois), trong tiếng Latinh viết là Gallus, trong tiếng Latinh, từ này còn có nghĩa là "gà trống".
Gà trống còn là một con vật giữ vai trò thiết yếu của vùng nông thôn. Nó được ví như đồng hồ báo thức và người giám hộ. Hàng ngày, những con gà trống thức dậy gọi bình mình, tung tăng đi vòng quanh trang trại để bảo vệ bầy đàn. Nó cũng sở hữu một ngoại hình đẹp đẽ: oai vệ với mào đỏ rực, đuôi dài màu xám xanh cong lên như những đoản kiếm. Sự cảnh giác và lòng dũng cảm của những chú gà trống đã trở thành lý do khiến nó trở thành biểu tượng của người dân Pháp.